# Calle del Rosario (Albacete)
La calle del Rosario es una arteria de la ciudad española de Albacete de un kilómetro y medio de longitud que discurre por la zona centro de la capital.

## Historia
En el siglo XVI se levantó en ella la Posada del Rosario a la altura de Villacerrada. Del mismo siglo es la casa del marqués de Montortal, situada en el lugar que hoy ocupa la Delegación de Hacienda. En el siglo XVIII destacó la casa Girón, de estilo rococó.
En el siglo XIX albergó la ermita del Rosario. En 1816 la primera sección de la calle se denominaba callejón de las Cartas; la segunda, de Franco, y la tercera, de don Asensio. El 18 de marzo de 1849 fue fundado en ella el Casino Primitivo de Albacete.

## Situación
La calle del Rosario atraviesa los barrios Centro, Villacerrada y Franciscanos de la capital albaceteña. Comienza su recorrido en el cruce con la calle Martínez Villena como continuación de la calle San Antonio y, discurriendo en dirección noreste-suroeste, finaliza en la Circunvalación de Albacete.